# Fin de siglo (mural)
Fin de siglo es un mural realizado por el artista mexicano Fernando Robles (Etchojoa, 1948). Se encuentra en la biblioteca central de la Universidad de Sonora. Se realizó en 1982 en el patio mayor de la escuela de Bellas Artes, en París con el propósito de representar a México en el festival internacional de ganadores del primer premio "Paleta de oro" en Cagnes Sur Mer, Francia.

## Descripción
Cuenta con una dimensión de 10 metros de largo por 2.15 metros de ancho. Hecho sobre politoide (una mezcla de algodón, papel y fibra flexible) con pintura acrílica. El material facilitó el transporte del mural, logrando llevarlo a varios países y hacerlo fungir como escenografía. Permanece instalado en la biblioteca de la Universidad de Sonora. 

Respecto a la lectura del mural, el artista declara:
"A partir de la derecha, el hombre inicia la marcha y la lucha por su sobreviviencia y búsqueda constante de la luz; inclinado hacia el área más luminosa, intenta hacer sentir la urgencia por la paz y la armonía desde los tiempos más remotos representados por estructuras óseas petrificadas. En la parte central se destaca la vorágine de una gran rueda atrapando al hombre, al animal y la máquina, proyectados a la catarsis en el cosmos dentro de múltiples huellas triangulares como punto de partida místico en su concepción del infinito".

## Participación en campañaDiez pinturas universales en México
En 2014, dentro del marco de la Capital Americana de la Cultura Estado de Colima, se convocó a los estados de México a proponer tres obras que retraten el patrimonio pictórico de México. Entre las proposiciones de Sonora se encontró Fin de siglo. Sin embargo, no resultó seleccionada.